# 리퀴드 글래스
리퀴드 글래스(Liquid Glass)는 애플이 자사의 운영체제 제품군 전반에 걸쳐 통일된 시각적 테마로 개발한 뉴모픽 그래픽 사용자 인터페이스 및 디자인 언어이다. 2025년 6월 9일 애플 세계 개발자 회의(WWDC)에서 처음 발표되었다. 리퀴드 글래스는 iOS 26, iPadOS 26, macOS Tahoe, tvOS 26, watchOS 26에서 도입된 더욱 유동적이고 유리 같은 인터페이스를 특징으로 한다.

## 원리
애플은 리퀴드 글래스를 "유리의 광학적 특성과 유동성을 결합한" 동적 재료로 설명한다. 애플의 업데이트된 휴먼 인터페이스 가이드라인(Human Interface Guidelines)에 따르면, 리퀴드 글래스로 만든 앱은 콘텐츠와 컨트롤 간의 계층 구조를 보여주어야 한다. 이 디자인 언어의 목표는 인터페이스 요소와 장치의 모양과 느낌을 통일하여 다양한 창 크기와 디스플레이에서 일관성을 유지하는 것이었다.
이 디자인은 빛을 반사하고 굴절시킴으로써 환경에 자동으로 적응하는 요소를 특징으로 한다. 디지털 요소는 투명하며, 모양의 바깥쪽 하이라이트와 대비를 이룬다. 테크레이더와의 인터뷰에서 애플의 소프트웨어 엔지니어링 수석 부사장인 크레이그 페데리히는 디자인 과정에서 애플의 디자이너들이 산업 디자인 스튜디오를 활용하여 다양한 투명도와 렌즈 특성을 가진 유리를 제작하고 인터페이스 특성을 실제 유리와 가깝게 맞추었다고 언급했다.

## 구현
리퀴드 글래스는 텍스트, 슬라이더, 토글, 경고 창, 패널, 사이드바, 그리고 전반적인 간유리 디자인과 같은 기존 iOS 인터페이스 구성 요소를 전면 개편한다. 또한 기본 앱, 홈 화면 및 타사 앱에도 통합된다. 디자인 변경 사항을 상세히 설명하는 블로그 게시물에서 애플은 이 언어가 macOS의 아쿠아 디자인 언어, iOS 7의 실시간 가우시안 블러, 아이폰 X의 동작, 아이폰 14 프로 및 이후 모델의 다이나믹 아일랜드, 그리고 VisionOS의 유리 같은 UI에 영향을 받았다고 밝혔다.

## 반응
일부 사용자들은 이 언어로 디자인된 운영체제의 미학을 칭찬했으며 유리의 굴절 및 렌즈 특성을 재현하는 효과에 감탄했다. 그러나 다른 사용자들은 특정 요소가 너무 투명하여 직사광선과 같은 저대비 환경에서 텍스트를 읽기 어렵게 만든다고 지적했다. 와이어드와의 인터뷰에서 디자이너들은 시각 효과가 앱 콘텐츠를 방해한다고 느꼈다. 한 디자이너는 또한 소규모 팀을 가진 개발자들이 새로운 인터페이스가 설정한 높은 시각적 기준을 충족시키기 어려울 수 있다고 우려했다.
이 디자인은 조너선 아이브가 대중화한 플랫 디자인 경향에서 벗어나 보다 표현적인 스큐어모피즘 요소로 이동하는 애플 디자인 언어의 전환점을 나타냈다. 많은 비평가와 소셜 미디어 사용자들은 윈도우 비스타가 대중화한 유리 같은 질감을 포함하여 윈도우 에어로와의 유사점을 지적했다.
크레이그 페데리히는 리퀴드 글래스에 필요한 추가적인 컴퓨팅 파워를 인정했으며, 이로 인해 일부에서는 애플이 계획적 구식화를 한다고 비난했다.

## 같이 보기
- 뉴모피즘
- Y2K 미학
- 플루언트 디자인 시스템
- 프루티거 에어로

## 더 읽어보기
- “Apple introduces a delightful and elegant new software design”. 《Apple Newsroom》. 2025년 6월 10일에 확인함.